# Nancy Valen
Nancy Valen (née le 16 décembre 1965 à Brooklyn) est un modèle de charme et une actrice américaine.

## Biographie
Nancy Valen est née à Brooklyn, à New York et a grandi à Hallandale Beach, en Floride, au bord de la plage de la côte atlantique sud. 
À 12 ans, elle passait les étés à New York et a étudié le théâtre à HB Studios Uta Hagen. Après avoir été diplômée d'une grande école arts de la scène à Fort Lauderdale, en Floride, Valen a remporté une bourse d'études théâtrales à l'université de Floride. Elle a finalement refusé la bourse en faveur de la poursuite de sa carrière professionnelle à Miami. Pendant ce temps, elle a étudié au Broward Community College, où elle a étudié le théâtre et a payé ses frais de scolarité en faisant du mannequinat. Elle a joué dans deux épisodes de Deux Flics à Miami.
Après une année de collège, Valen est allée à New York pour poursuivre une carrière théâtrale. Elle décroche un rôle régulier dans une série. Après deux ans elle déménage à Los Angeles pour poursuivre d'autres intérêts.
Valen a fait ses débuts au cinéma dans La Revanche de la campagne en 1985, suivie d'un rôle dans Le Garçon qui venait du ciel avec Richard Mulligan et Jane Kaczmarek. En 1989, Valen est la co-vedette aux côtés de Patrick Dempsey dans le film Loverboy. Elle a également eu un petit rôle aux côtés de Kirk Cameron dans le film M'écouter. Ses autres apparitions au cinéma incluent Sept dimanches aux côtés de Molly Ringwald, dirigée par le réalisateur Jean-Charles Tacchella.
En plus des films, Valen est également apparu dans des séries télévisées. Valen a joué 23 séries dont Hardball, Les Experts, Friends, Spin City, Boy Meets World, Deux Flics à Miami, et Arabesque.
Depuis octobre 1994, Valen est mariée à Nels Van Patten (fils de l'acteur Dick Van Patten). Sa cousine est l'actrice Talia Balsam.

## Filmographie
| Film        | Film                                                            | Film                                   | Film                                |
| Année       | Film                                                            | Rôle                                   | Notes                               |
| ----------- | --------------------------------------------------------------- | -------------------------------------- | ----------------------------------- |
| 1985        | Porky's Contre-Attaque (Porky's Revenge)                        | Ginger                                 |                                     |
| 1985        | Le Garçon qui venait du ciel (The Heavenly Kid)                 | Melissa                                |                                     |
| 1989        | The Big Picture                                                 | Young Sharon                           |                                     |
| 1989        | Loverboy                                                        | Jenny Gordon                           |                                     |
| 1989        | Une chance pour tous (Listen to Me)                             | Mia                                    |                                     |
| 1992        | Final Embrace                                                   | Candy Vale/Laurel Parrish              |                                     |
| 1993        | Little Devils: The Birth                                        | Lynn                                   |                                     |
| 1994        | Tous les jours dimanche (Seven Sundays)                         | Nicky                                  |                                     |
| 1998        | Black Thunder                                                   | Mela                                   |                                     |
| 2000        | The Flunky                                                      | Cop                                    |                                     |
| 2002        | Written in Blood                                                | Mary Ramson                            |                                     |
| 2007        | The Wager                                                       | Tanya Steele                           |                                     |
| Télévision  |                                                                 |                                        |                                     |
| Année       | Titre                                                           | Rôle                                   | Notes                               |
| 1985        | Deux Flics à Miami (Miami Vice)                                 | Got a Light Girl Lana                  | 2 épisodes                          |
| 1985-1987   | Ryan's Hope                                                     | Melinda Weaver                         | Unknown episodes                    |
| 1988        | Charles s'en charge (Charles in Charge)                         | Tammy                                  | 1 épisode                           |
| 1989-1992   | Arabesque (Murder, She Wrote)                                   | Selina Williams Waverly Lily Roland    | 2 épisodes                          |
| 1990        | Sauvés par le gong (Saved by the Bell)                          | Jennifer                               | 1 épisode                           |
| 1990        | Hull High (en)                                                  | Donna Breedlove                        | 8 épisodes                          |
| 1991        | L'Équipée du Poney Express (The Young Riders)                   | Samantha Edgars                        | 1 épisode                           |
| 1991        | La Fête à la maison                                             | Lisa Green                             | 1 épisode                           |
| 1992        | Perry Mason: The Case of the Fatal Framing                      | Mala Sikorski                          | Téléfilm                            |
| 1993-1994   | Les Dessous de Palm Beach (Silk Stalkings)                      | Sylvia DeCastro Dr Jillian Dupree      | 2 épisodes                          |
| 1994        | Walker, Texas Ranger                                            | Laura                                  | 2 épisodes                          |
| 1994        | Hardball                                                        | Jennifer                               | 1 épisode                           |
| 1994        | Dans l'œil de l'espion (Fortune Hunter)                         | Madison Reynolds                       | 1 épisode                           |
| 1994        | Incorrigible Cory                                               | Ms. Kelly                              | 1 épisode                           |
| 1995        | Friends                                                         | Lorraine                               | Celui qui avait un cœur d'artichaut |
| 1996-1997   | Alerte à Malibu                                                 | Samantha Thomas                        | 23 épisodes                         |
| 1997        | Viper                                                           | Bianca Carson                          | 1 épisode                           |
| 1994        | La croisière s'amuse, nouvelle vague (Love Boat: The Next Wave) | Leslie                                 | 1 épisode                           |
| 2001        | Black Scorpion                                                  | Angel of Death/détective Angela Archer | 1 épisode                           |
| 2002        | Les Experts                                                     | Neighbor                               | 1 épisode                           |
| 2002        | Spin City                                                       | Ashley                                 | 1 épisode                           |
| Jeux vidéos |                                                                 |                                        |                                     |
| Année       | Titre                                                           | Personnage                             | Voix française                      |
| 1998        | Dune 2000                                                       | Kari, la Fremen                        | Véronique Volta                     |